# Großkopf-Ruderschlange
Die Großkopf-Ruderschlange (Hydrophis stokesii), auch Stokes Seeschlange genannt, ist eine Seeschlangenart aus der Gattung der Ruderschlangen (Hydrophis), die vor allem an den Küsten Südostasiens und Nordostaustraliens verbreitet ist.

## Merkmale
Großkopf-Ruderschlange

Link zum Bild

Die Großkopf-Ruderschlange ist mit einem Gewicht von bis zu mehr als 2 kg die schwerste Seeschlangenart. Im an der Küste Nordaustraliens gelegenen Golf von Carpentaria wurde im November 2005 sogar ein 5,144 kg schweres Exemplar gefangen. Die Art hat gattungstypisch einen zu einem Ruder abgeplatteten Schwanz. Der Körper und Nacken sind außergewöhnlich dick und der Kopf groß mit kurzer Schnauze. Die Körpergröße adulter Tiere ist etwa 1,2 m bei Männchen und 1,8 m bei Weibchen mit einer Schwanzlänge von jeweils 17 bzw. 19 cm. Die Beschuppung weist zwischen 37 und 47 Reihen am Nacken bzw. 47 bis 59 am Körper auf. Die Anzahl der Ventralia (Bauchschuppen) liegt zwischen 226 und 286. Die Grundfarbe ist am Kopf olivfarben bis gelblich und am Körper gelblich bis hellbraun, oft dorsal mit breiten schwarzen oder dunkelbraunen Querbändern. Die Großkopf-Ruderschlange hat die längsten Fangzähne aller Seeschlangen. Diese sind lang genug, um einen Neoprenanzug zu durchbohren.

## Lebensweise
Die Ruderschlangenart lebt in Tiefen von etwa 4 bis 25 Metern in der Nähe von Korallenriffen, aber auch anderen Lebensräumen mit schlammigen und sandigen Böden. Sie sucht ihre aus Fischen bestehende Nahrung meist zwischen Korallen. Dabei ist sie auf Grundeln und ähnliche Fische spezialisiert sowie auf juvenile Steinfische. Die giftige Art kommt an der Küste eher mit geringer Dichte als in großen Ansammlungen vor. Während der Migration können sie dagegen beispielsweise in der Straße von Malakka zu Tausenden auftreten. Die Weibchen sind ovovivipar (eilebendgebärend) und brüten etwa fünf Jungtiere pro Saison aus. Trotz der Giftigkeit und ihres teils aggressiven Verhaltens sind bisher keine durch die Schlangenart verursachten Todesopfer bekannt.

## Verbreitungsgebiet und Gefährdungsstatus
Die Großkopf-Ruderschlange ist vom Arabischen Golf, in Südostasien bis zum Südchinesischen und Ostchinesischen Meer und der Straße von Taiwan verbreitet. In Japan wurde mit einem adulten Weibchen erstmals am 30. März 2021 um die Küste von Okinawa ein Exemplar gefangen, etwa 900 km nördlich des bis dahin bekannten Verbreitungsgebietes. Die südliche Verbreitungsgrenze der Art ist die Ostküste Australiens. Das gesamte Verbreitungsgebiet teilt sich im Wesentlichen in drei Subpopulationen auf (westlich von Indien, um Indonesien und bei Australien), zwischen denen möglicherweise keine Vermischung erfolgt.
Die Art wird von der IUCN aufgrund ihres großen Verbreitungsgebiets als nicht gefährdet eingestuft. Die Schlangen geraten oft als Beifang in Schleppnetze, häufig beispielsweise an der Nordküste Australiens und seltener an der Ostküste bei Queensland. Nahe Makassar in der indonesischen Provinz Südsulawesi macht die Art etwa ein Viertel des Beifangs aus.

## Systematik
Die Art wurde 1846 von dem britischen Zoologen John Edward Gray unter dem Taxon Hydrus stokesii erstbeschrieben. Das Artepitheton ist John Lort Stokes gewidmet. 2012 untersuchten Kate Sanders et al. die viviparen Seeschlangenarten phylogenetisch und gaben der Art das Taxon Hydrophis stokesii.
In der Literatur verwendete Synonyme sind zeitlich sortiert:
- Hydrus stokesii Gray, 1846
- Hydrus major Shaw, 1802
- Hydrophis schizopholis Schmidt, 1846
- Hydrus annulatus Gray, 1849
- Hydrophis schizopholis Duméril & Bibron, 1854
- Astrotia schizopholis Fischer, 1856
- Hydrophis Güntheri Theobald, 1868
- Hydrophis granosa Anderson, 1871
- Hydrophis guttata Murray, 1887
- Disteira stokesii Boulenger, 1896
- Astrotia stokesi Wall, 1921
- Hydrophis stokesii Sanders et al., 2012[8]